# Деед-Хулсун
Деед-Хулсун (Дед-Хулсун) (калм. Деед Хулсун — верхние камыши) — бессточное озеро в Яшкульском районе Калмыкии. Площадь — до 22 км², объём — 0,022 км³. В озеро впадает река Яшкуль.

## Физико-географическая характеристика
Озеро Деед-Хулсун расположено на Прикаспийской низменности в 90 километрах к востоку от Элисты. Длина озера около 13 км, ширина от 3 до 4 км. Площадь озера колеблется в широких пределах. В многоводные годы она увеличивается до 2000—2200 га, средняя глубина составляет 2,2 м, максимальная — до 5 м. В маловодные годы площадь сокращается до 1150 га, средняя глубина — до 1,2 м, максимальная — до 2 м. В основном преобладают глубины 0,5-0,7 м, которые полосой шириной 150—300 м окаймляют периметр водоёма. Весной вокруг озера возникают обширные разливы, однако в маловодные годы вода сосредоточена лишь в мелиоративных каналах. Озеро имеет дамбу, ограничивающую площадь разлива.

### Гидрология
Гидрологический режим озера — искусственно-антропогенный. Основным источником питания водоёма служат атмосферные осадки, весенний паводок и сбросные дренажные воды. Водный баланс озера положительный, однако в течение года подвержен значительным колебаниям. Основное пополнение водоёма происходит весной и осенью. Летом озеро подпитывается главным образом за счёт осадков и, в меньшей степени, за счёт попусков воды из ирригационной сети.
До 1975 года озеро представляло собой низменное урочище, заполняемое водой в период паводка и практически полностью пересыхавшее к осени. С пуском в эксплуатацию Черноземельской оросительно-обводнительной системы в урочище стала поступать сбросовая вода с заливных лугов и орошаемых земель, что способствовало заполнению водой всего урочища.

### Гидрохимия
Минерализация воды в течение вегетационного сезона составляет 4,2-7,5 г/л, перманганатная окисляемость (показатель содержания органических веществ) — 13,2-23,2 мгО/л.
В период с 1999 по 2000 годы, из-за отсутствия поступления воды, площадь водоёма сократилась с 1300 до 70 га, показатели перманганатной окисляемости повысились до 76 мгО/л, а минерализация до 22,5 г/л. Один из ведущих рыбохозяйственных водоёмов — Деед-Хулсун стал «мертвым озером», то есть погибли полностью водные биоресурсы в водоёме.
В 2001 году площадь озера составляла 11,97 км², минерализация 7,74 г/л, тип засоления воды хлоридно-сульфатно-магниевый

### Флора и фауна
Основными представителями высшей надводной растительности озера являются тростник обыкновенный, рогоз узколистный и клубнекамыш морской, которые занимают 30-40 % водной поверхности. Погружённая мягкая растительность состоит из рдеста гребенчатого, рдеста курчавого, роголистника, распространённых на 25-40 % акватории.
Фитопланктон представлен 42 видами водорослей, однако значительного развития достигают лишь 7-12 видов, которые почти целиком определяют численность и биомассу фитопланктона. Основная доля продукции создаётся сине-зелёными и зелёными водорослями. Диатомовые имеют существенное значение только в весеннем и осеннем планктоне. По уровню развития фитопланктона водоём можно классифицировать как высококормный водоём (среднесезонная биомасса составляет 15,1 г/м³).
В озере насчитывается 47 видов зоопланктона, относящихся, в основном, к 3 группам: Copepoda, Cladocera, Rotatoria. В количественном отношении преобладают коловратки. По биомассе доминируют веслоногие ракообразные, составляя 70,7 % от общей биомассы зоопланктона. Для зоопланктона озера характерно преобладание хищных форм над мирными. По уровню развития зоопланктона озеро можно отнести к среднекормным (среднесезонная биомасса — 2,7 г/м³).
Бентос представлен, в основном, личинками хирономид, на долю которых приходится более 70 % общей биомассы. Кроме хирономид в донных отложениях отмечены личинки других насекомых, олигохеты, гаммариды. Максимальное количество зообентоса наблюдается весной. По уровню развития зообентоса озеро относится к среднекормным водоёмам (среднесезонная биомасса — 10,2 г/м²).
Ихтиофауны озера сложилась из местных аборигенных форм (сазан, карась золотой, карась серебряный, окунь), видов, попадающих в озеро из Чограйского водохранилища через Черноземельскую оросительную систему, а также за счёт зарыбления. В озере насчитывается 22 вида рыб, относящихся к 7 семействам.
Озеро Деед-Хулсун является районом постоянного гнездования розовых и кудрявых пеликанов, колпицы и савки. Место отдыха водоплавающих и околоводных птиц. Во время миграции на этом озере останавливается не менее 100 тыс. водоплавающих и околоводных птиц.

## Природоохранные мероприятия
Вместе с Сарпинскими озёрами образует водно-болотное угодье, внесённое в перспективный список Рамсарской конвенции.
Озеро Деед-Хулсун — ядро одноимённого регионального заказника, созданного в 1994 году.